# آرنخويث
أرنخويث أو أرنخويت (Aranjuez) هي مدينة في الجزء الجنوبي من منطقة مدريد ذاتية الحكم في وسط إسبانيا وتقع على بعد 48 كلم جنوب مدينة مدريد. وهي تقع عند ملتقى النهرين تاجة وخارما ، بلدية أرنخويث يبلغ عدد سكانها 60668 (2023)، . وهي تقع على بعد 48 كلم من، طليطلة.

## توأمة
لأرنخويث اتفاقيات توأمة مع:
- إستجة

## أعلام
- مانو هيرفاس
- إليزابيث من فالوا
- ريكي
- إليزابيث فارنيزي
- ويلهلم شولتز
- إدواردو هرنانديز سونسيكا
- فرانسيسكو كلفت
- باربارا من البرتغال
- خافيير بورتيو
- أميرة ماريا أنطونيا من نابولي وصقلية